# Carol Morris
Carol Ann Laverne Morris (Omaha, 25 ottobre 1936) è una modella statunitense, incoronata Miss Universo 1956.
Ex Miss Iowa, è stata la seconda Miss USA a vincere in concorso di Miss Universo, nel 1956, anno della quinta edizione del concorso. Prima di lei c'era riuscita Miriam Stevenson nel 1954
Nata e cresciuta nello Iowa, Carol Morris è tuttora ancora attiva nell'organizzazione del concorso Miss Iowa USA.